# Majandra Delfino

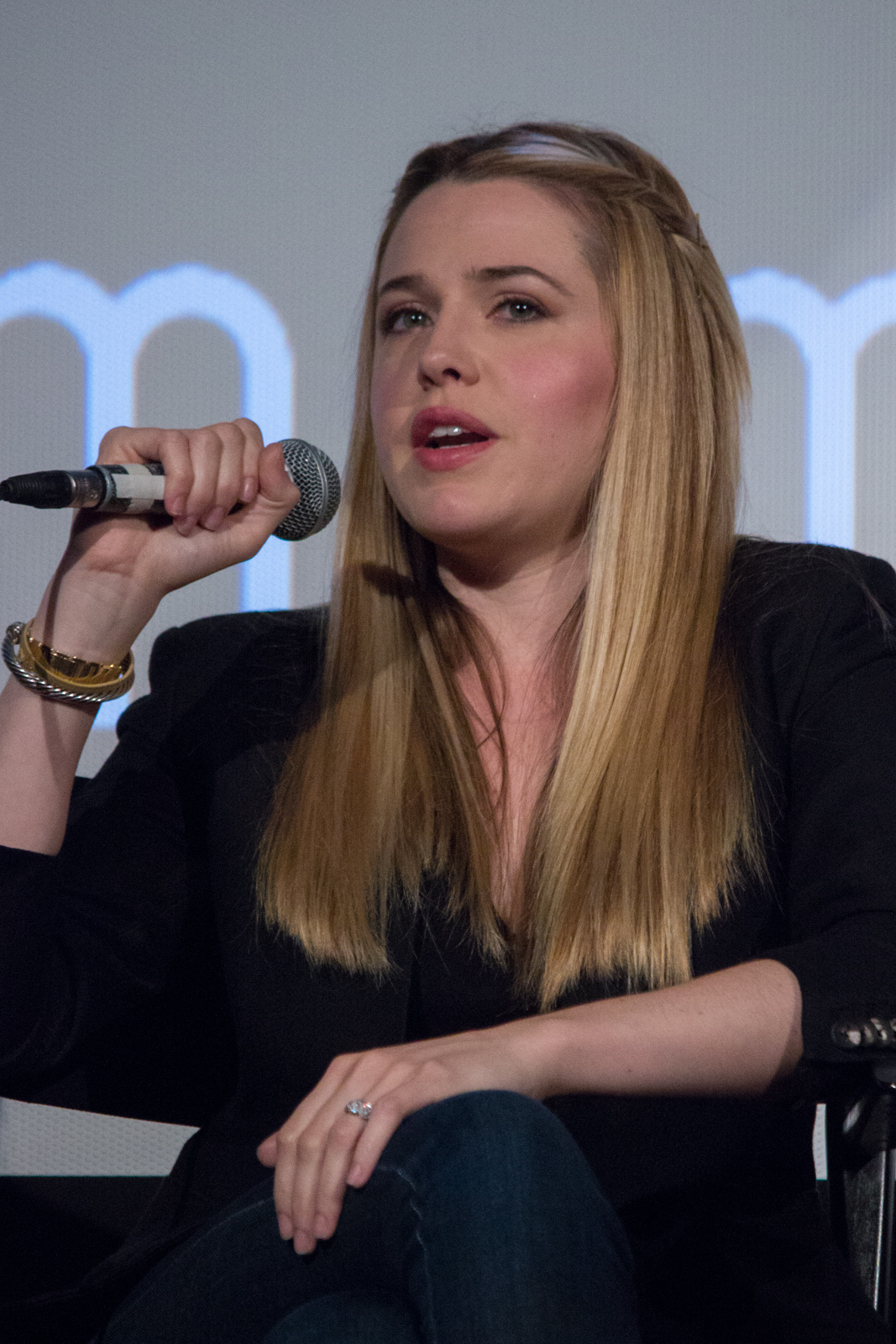
Majandra Delfino (2014)

Majandra Delfino (* 20. Februar 1981 in Caracas als Maria Alejandra Delfino) ist eine venezolanische Schauspielerin und Sängerin.

## Biografie
Im Alter von drei Jahren zog sie mit ihrer italienischen Mutter, ihrem amerikanischen Vater und ihrer älteren Schwester nach Miami, Florida.
Dort besuchte sie zunächst die Schule und gründete später mit ihrer Freundin Samantha Gibb (Tochter von Bee-Gees-Sänger Maurice Gibb) eine Mädchen-Band namens „China Doll“. Die Mädchen hatten mittelmäßigen Erfolg als Eröffnungsakt für verschiedene Bands, aber Majandra wollte schauspielern. Es dauerte nicht sehr lange und sie war in Schultheaterstücken zu sehen. Als sie 10 Jahre alt war, spielte sie in „Der Nussknacker“ mit dem Miami Ballet.
Ihre Eltern allerdings waren nicht sehr begeistert von ihren Schauspielversuchen, doch gaben sie ihr eine Frist von sechs Monaten um ihren Traum zu verwirklichen. Und schon nach wenigen Monaten hatte sie eine Rolle in dem Film „Zeus & Roxanne“, neben ihrem zukünftigen Roswell-Co-Star Miko Hughes. Wenig später hatte sie ihre nächste Rolle in „The Tony Danza Show“ (deutscher Titel:„Ein Vater zum Küssen“). Diese Show wurde bald wieder abgesetzt, doch die Agentur behielt Majandra in Erinnerung.
Ein paar Filmrollen später entschied sich Majandra für eine neue Teen-Drama-Serie vorzusprechen, „Roswell“. Weil sie befürchtete, die Rolle aufgrund ihres Alters nicht zu bekommen, log sie den Produzenten vor, sie wäre 18. Die Lüge flog auf, engagiert wurde sie trotzdem.
Neben der Schauspielerei blieb auch die Musik eine Leidenschaft von Majandra. Sie schrieb weiterhin Songs. Auch in Roswell ist sie einige Male zu hören. Später traf sie auf Anthony Rodriguez, der ihr erstes Album produzierte.

## Ihre Musik
Trotz Schauspielerei blieb die Musik immer eine von Majandras Leidenschaften. Sie fuhr fort, ihre eigenen Songs zu schreiben. Später traf sie Anthony Rodriguez, den Produzent für ihr 1. Album „The Sicks“, auf dem 7 Lieder zu finden sind, die einen tiefen Einblick in Majandras Seele geben. Nach einigen ausverkauften Shows in New York, Philadelphia und Los Angeles, ging sie sogar nach Paris, wo sie die französische Sängerin RoBERT traf. Mit ihr nahm sie den Kulthit „Le prince bleu“ auf. Im Pariser „Café de la danse“ gab Majandra Delfino auch am 14. September 2002 ihr bislang einziges Europakonzert. Sie sang alle Songs ihres Albums sowie 2 Coversongs. Des Weiteren stellte sie drei neue Songs vor: „Voodoo“, „Pop Crack“ und „Heaven Scent“. Am 24. April 2007 erschien das Album „Tarte“. Majandra arbeitet an einem neuen Album, das sie selbst schreiben und produzieren möchte.

## Privates
Während der Dreharbeiten zur Serie Roswell war Delfino mit ihrem Serienfreund Brendan Fehr liiert. Nach Ende der Serie ging auch diese On/Off-Beziehung in die Brüche.
Delfino war danach mit dem Schauspieler Devon Gummersall verheiratet, die Ehe wurde 2008 geschieden.
Seit März 2011 ist Delfino mit dem Schauspieler David Walton verheiratet. Ihr erstes gemeinsames Kind, ein Mädchen, wurde am 14. Juni 2012 in Los Angeles geboren. Das zweite Kind, ein Sohn, folgte am 10. November 2013.

## Filmografie (Auswahl)
- 1997–1998: Ein Vater zum Küssen (The Tony Danza Show, Fernsehserie)
- 1997: Zeus & Roxanne – Eine tierische Freundschaft
- 1999: Katie Joplin (Fernsehserie, 7 Folgen)
- 1999: The Secret Life of Girls
- 1999–2002: Roswell (Fernsehserie, 60 Folgen)
- 2000: Shriek – Schrei, wenn du weißt, was ich letzten Freitag, den 13. getan habe (Shriek If You Know What I Did Last Friday The 13th)
- 2000: Traffic – Macht des Kartells
- 2001: The Learning Curve
- 2002: R.S.V.P.
- 2003: Resseville
- 2004: Celeste in the City
- 2004: State’s Evidence
- 2005: Don’t come knocking
- 2006: Ultra (Fernsehfilm)
- 2006: Help Me Help You (Fernsehserie, 2 Folgen)
- 2006: State’s Evidence
- 2008: Quarterlife (Webserie, 5 Folgen)
- 2010: So spielt das Leben
- 2011: Men of a Certain Age (Fernsehserie, 2 Folgen)
- 2011: State of Georgia (Fernsehserie, 12 Folgen)
- 2014: Friends with Better Lives (Fernsehserie, 13 Folgen)
- 2017: Band Aid
- 2017: Life in Pieces (Fernsehserie, Folge 2x20 Ear Scorn Registry Manuscript)
- 2017: BoJack Horseman (Fernsehserie, Folge 4x11 Time's Arrow, Stimme)
- 2019: Awokened (Fernsehfilm)
- 2021: Later Days

## Diskografie
- 2001: The Sicks
- 2003: Le Prince Bleu d’Arthelius
- 2007: Tarte